# Chelifera concinnicauda
Chelifera concinnicauda är en tvåvingeart som beskrevs av Collin 1927. Chelifera concinnicauda ingår i släktet Chelifera och familjen dansflugor. Arten är reproducerande i Sverige. Inga underarter finns listade i Catalogue of Life.